# Cis striolatus
Cis striolatus är en skalbaggsart som beskrevs av Thomas Casey 1898. Cis striolatus ingår i släktet Cis och familjen trädsvampborrare. Inga underarter finns listade i Catalogue of Life.